# Проспект Максима Горького
Проспе́кт Макси́ма Го́рького — улица в Московском районе города Чебоксары Чувашской Республики, расположена параллельно правому берегу Волги.
Одна из главных улиц Московского района, находится в Северо-Западном районе. По чётной стороне улицы в 2000-е были построены микрорайоны Волжский-1 и Волжский-2, а в 2005—2013 — Волжский-3, которые на тот момент считались наиболее элитными.

## Происхождение названия
Получила своё название в честь советского писателя-революционера Максима Горького, который переписывался и поддерживал добрые связи с чувашскими писателями (С. В. Ялавин, А. И. Ярлыкин, Д. Петров-Юман и Е. Я. Орлова). В память об этом на улице создан сквер с памятником М.Горькому.
Письмо к чувашскому писателю и переводчику А. И. Ярлыкину и авторское предисловие самого Горького к чувашскому изданию повести «Детство» было опубликовано в виде отдельной книги в Чебоксарах в 1929 году. Имеются целые исследования на эту тему.

## Памятники
- Памятник М. Горькому (пр. М. Горького, 15, в сквере Максима Горького). Авторы — скульптор И. П. Шмагун, архитектор М. Т. Суслов. Дата открытия — декабрь 1984 года[4], реконструирован вместе со сквером в 2020 году.
- Памятник единению народов и культур (пр. М. Горького, 2)[5].
- Памятник Н. К. Крупской (пр. М. Горького, 5, в сквере у ЧРИО). Впервые в Чебоксарах он появился в 1940-е годы в парке им. Н. К. Крупской, оказавшемся в зоне затопления ГЭС (поэтому в 1979 году был перенесен в новое место).[6]

## Здания и сооружения
- № 4 — ТЦ «Крона Парк»
- № 5 — ЧРИО — Чувашский республиканский институт образования[7]
- № 7 — отель «People»[8]
- № 9А — городская стоматологическая поликлиника «Центральная»[9]
- № 10с1 — ТРЦ «Волжский»[10]
- № 18А — гаражный комплекс «Автопентхаус»[11]
- № 18Б — бизнес-центр «Atlantis»[12]
- № 19 — торговый дом «Монолит»[13]
- № 24 — Чебоксарский кооперативный институт[14]

## Фотографии

Здания и сооружения вдоль проспекта
Начало проспекта в 2010 году (со стороны ул. 500-летия Чебоксар). Слева — дом № 5к2.
Общежития (пр. М. Горького, дома № 7, 9, 11)
Памятник Н. К. Крупской в сквере у ЧРИО (дом № 5)
Двор в мкр. Волжский-3 (пр. М. Горького, дома № 8 и 6/1)

Строительство ТРЦ (пр. М. Горького, 10с1)
Новостройка (пр. М. Горького, 12)
Жилой дом (пр. М. Горького, 13/22)
Новостройки мкр. Волжский-3 (пр. М. Горького, дома № 18, 16, 14)

Сквер М. Горького и многоуровневая автостоянка (пр. М. Горького, 18А)
18-этажный дом и автостанция Новосельская (пр. М. Горького, дома № 19 и 22)
Кооперативный институт (пр. М. Горького, 24)
Вид на начало проспекта в 2010 году. На заднем плане — дома № 40/1 и 38/2.

## Транспорт
- Троллейбусы № 1, 3, 14, 17, 18, 21, 22[15]
- Автобусы № 15, 32(101), 35, 42, 52, 101с[16]
- Маршрутные такси № 12, 22, 41, 125[17]

В 2019 году была закрыта автостанция Новосельская. В 2020 году он была снесена.

## Смежные улицы
- Университетская улица
- Улица Эльгера
- Улица Гузовского
- Улица Тимофея Кривова
- Улица 500-летия Чебоксар